# Parafia Najświętszego Imienia Maryi w Dawydiwce
Parafia Najświętszego Imienia Maryi w Dawydiwce – parafia rzymskokatolicka terytorialnie i administracyjnie znajdująca się w archidiecezji lwowskiej, w dekanacie Czerniowce. W parafii posługują księża archidiecezjalni. Według stanu na marzec 2024 proboszczem parafii był ks. Roman Łysak z parafii św. Róży z Limy w Dawydiwce, którego probostwo w tejże parafii wynika z zasad przynależności posługi.